# Lisa Gilroy
Lisa Gilroy, född 22 oktober 1989, är en kanadensisk skådespelare.
Gilroy har bland annat medverkat i TV-serierna Fairview, Glamorous och Interior Chinatown.

## Filmografi (i urval)
- 2022 – Fairview (TV-serie)
- 2023 – Glamorous (TV-serie)
- 2024 – Interior Chinatown (TV-serie)